# Bataille de Jarnac
 (septembre 2023).
Troisième guerre de Religion (1568-1570)
Batailles
Guerres de Religion en France
Prélude
- Mérindol (1545)
- Amboise (1560)
- Colloque de Poissy (1561)

Première guerre de Religion (1562-1563)
- Édit de Saint-Germain (1562)
- Massacre de Wassy (1562)
- Toulouse (1562)
- Vergt (1562)
- Rouen (1562)
- Dreux (1562)
- Orléans (1563)
- Paix d'Amboise (1563)

Deuxième guerre de Religion (1567-1568)
- Surprise de Meaux (1567)
- Michelade (1567)
- Saint-Denis (1567)
- Chartres (1568)
- Paix de Longjumeau (1568)

Troisième guerre de Religion (1568-1570)
- Jarnac (1569)
- La Roche-l'Abeille (1569)
- Poitiers (1569)
- Orthez (1569)
- Montcontour (1569)
- Pamproux (1569)
- Saint-Jean-d'Angély (1569)
- Arnay-le-Duc (1570)
- Rabastens (1570)
- Paix de Saint-Germain-en-Laye (1570)

Quatrième guerre de Religion (1572-1573)
- Saint-Barthélemy (1572)
- Sancerre (1572-1573)
- Sommières (1573)
- La Rochelle (1573)

Cinquième guerre de Religion (1574-1576)
- Dormans (1575)
- Édit de Beaulieu (1576)

Sixième guerre de Religion (1577)
- Paix de Bergerac (1577)
- Édit de Poitiers (1577)

Septième guerre de Religion (1579-1580)
- Traité de Nérac (1579)
- Paix du Fleix (1580)

Huitième guerre de Religion (1585-1598) 
Guerre des Trois Henri

- Traité de Joinville (1584)
- Édit de Nemours (1585)
- Jarrie (1587)
- Coutras (1587)
- Vimory (1587)
- Auneau (1587)
- Journée des Barricades (1588)
- Arques (1589)
- Ivry (1590)
- Paris (1590)
- Journée des Farines (1591)
- Chartes (1591)
- Poncharra (1591)
- Châtillon (1591)
- Rouen (1591-1592)
- Craon (1592)
- Port-Ringeard (1593)
- Fort Crozon (1594)
- Fontaine-Française (1595)
- Doullens (1595)
- Amiens (1597)
- Édit de Nantes (1598)

Rébellions huguenotes (1621-1629)
- Saumur (1621)
- Saint-Jean-d'Angély (1621)
- La Rochelle (1621)
- Montauban (1621)
- Riez (1622)
- Royan (1622)
- Sainte-Foy (1622)
- Nègrepelisse (1622)
- Saint-Antonin (1622)
- Montpellier (1622)
- Saint-Martin-de-Ré (1622)
- Traité de Montpellier (1622)
- Blavet (1625)
- Île de Ré (1625)
- Traité de Paris (1626)
- Saint-Martin-de-Ré (1627)
- La Rochelle (1627-1628)
- Privas (1629)
- Alès (1629)
- Montauban (1629)
- Paix d'Alès (1629)

Révocation de l'édit de Nantes (1685)
La bataille de Jarnac, le 13 mars 1569, oppose, lors de la troisième guerre de Religion, l’armée protestante commandée par Louis Ier, prince de Condé, à celle du roi de France commandée par Henri, duc d’Anjou et frère du roi, à proximité de la ville de Jarnac, en Angoumois.

## Origines de la bataille de Jarnac
La mort prématurée du roi François II a fait monter sur le trône de France son frère Charles IX. À peine le jeune souverain investi du pouvoir, mais dirigé par Catherine de Médicis déclarée régente, le royaume de France devient la proie de guerres civiles.
Les Guise d’un côté, Condé et le prince de Navarre de l’autre, soulèvent partout les nombreux partisans de la Réforme protestante. Mais après des dissensions sans nombre, la paix est enfin faite et publiée à Paris par l’édit du 23 mars 1568.[incompréhensible]
La paix est de courte durée. Des villes refusent de se soumettre à l’autorité royale. Parmi elles, La Rochelle qui refuse de recevoir la garnison que Guy Chabot, baron de Jarnac, voulait y placer pour le commandement du roi, ainsi que l'acceptation que les catholiques soient rétablis dans leurs biens, charges et offices.
Condé, mal à la cour, ne voit dans la guerre religieuse qu’une carrière ouverte à son ambition. Les forces des deux partis se concentrent au centre de la France, entre l’Anjou, le Limousin, la Guyenne et l’océan Atlantique.

## Campagne précédant la bataille
Catherine de Médicis ayant voulu faire enlever les deux chefs calvinistes, Condé et Coligny, en 1568, ceux-ci se réfugient à La Rochelle qui devient une formidable place de guerre protestante.
En retraite au château de Noyers, le prince de Condé doit fuir (avec l’amiral qui était à proximité à Tanlay) pour échapper à un enlèvement des troupes royales. Une troisième guerre de Religion se rallume quand il publie un manifeste le 25 août 1568. Henri d'Anjou, frère cadet du roi, avait été nommé lieutenant général du royaume avec mission de vaincre les huguenots.
Le 26 octobre, l'armée royale surprend les huguenots provençaux à Mensignac. Cependant, à l'est, Wolfgang de Bavière, duc de Deux-Ponts, et Guillaume d'Orange étaient entrés en France avec leurs reîtres. Il devenait nécessaire de vaincre le gros des forces huguenotes de Condé et Coligny.

## Déroulement

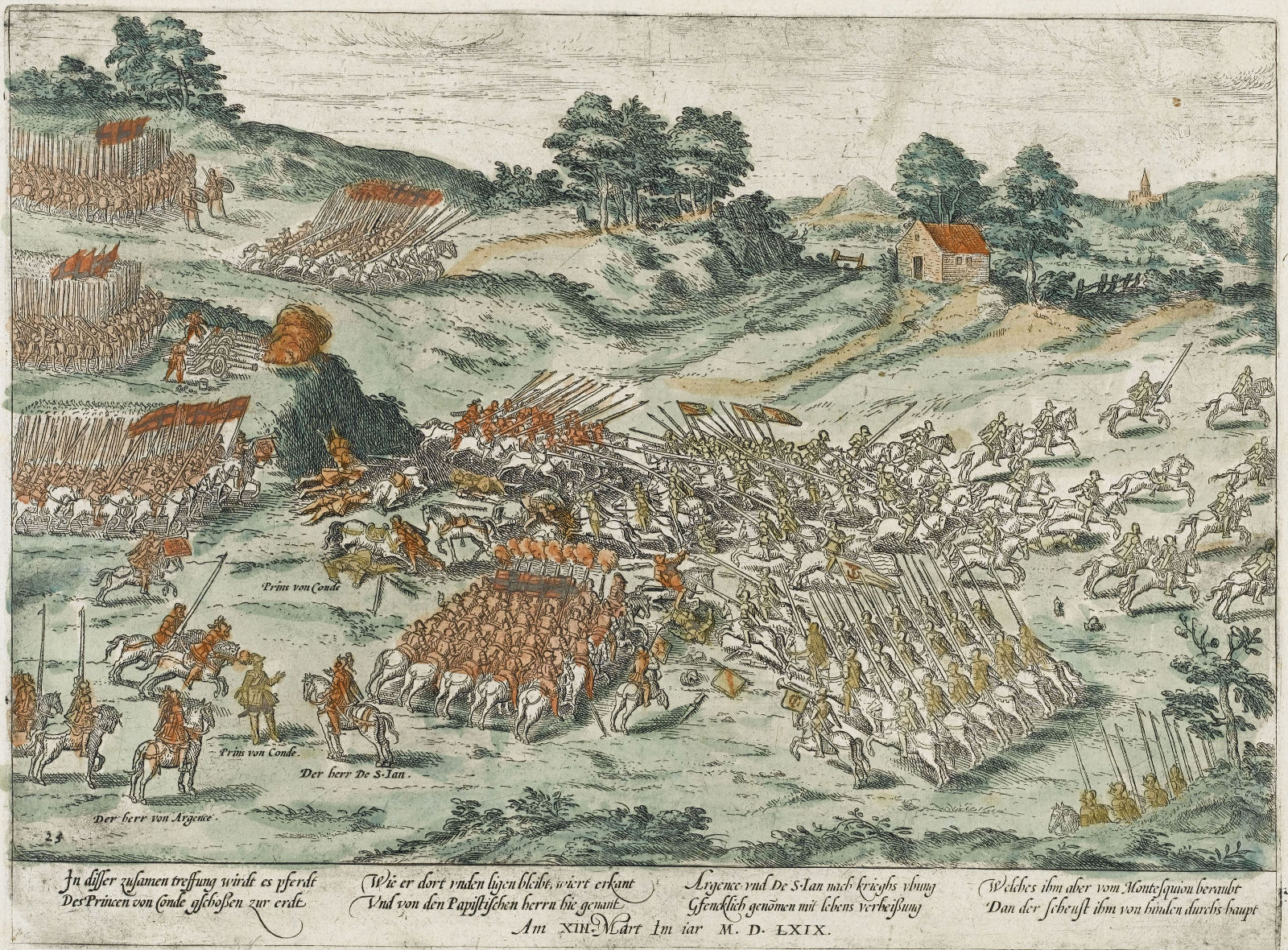
Gravure représentant la bataille de Jarnac.

La Charente sert de ligne de défense aux réformés. Le 10 mars, le duc d’Anjou avait pris Châteauneuf, situé sur la rive gauche.
Les éclaireurs royaux, aux ordres du duc de Guise, parviennent à Jarnac, sur la rive droite. De son côté, l’avant-garde huguenote arrive à la ville voisine de Cognac. S'étant découverts, les huguenots occupent Jarnac et les royaux se replient sur la rive gauche de la Charente.
Dans la nuit, le duc d'Anjou fait restaurer et doubler le pont de Châteauneuf et passe sur la rive droite. Surpris, Coligny peine, pendant trois heures, à rassembler ses forces éparpillées. Les royaux prennent le village de Bassac. Coligny le fait reprendre par d’Andelot qui doit, devant les reîtres du Rhingrave et un millier d'arquebusiers, se replier sur le village de Triac. Coligny fait alors donner la cavalerie de Condé — l'ordre est annulé mais ne parvient pas au destinataire. Avec trois cents cavaliers ce dernier s'enfonce dans l'armée adverse. Contre-attaqué de flanc, Condé se trouve cerné de toutes parts ; sa troupe est décimée et lui-même est assassiné d'un tir de pistolet dans la nuque par Joseph-François de Montesquiou, capitaine des gardes du duc d'Anjou, alors qu'il s'était rendu.
L'infanterie et l'artillerie huguenotes, qui n’ont pas participé au combat, se replient sur Cognac.

## Conséquences
La mort du prince de Condé, plus que la perte de cette bataille porte un coup terrible aux protestants. Cependant la victoire n'a pas tout le succès que peuvent en espérer les catholiques ; car l'amiral Coligny conserve une partie du champ de bataille, et sauve, dans la retraite, les 6 000 hommes restés à Jarnac, qui deviennent le noyau d'une nouvelle armée. Le futur roi de France Henri IV, neveu du prince de Condé et alors jeune prince de Béarn âgé de quatorze ans assiste à la bataille.
S'ils n'ont pas remporté à Jarnac une bataille décisive, les catholiques n'en sont pas moins fort satisfaits. Leur armée reconstituée vient de faire ses preuves sur le terrain : depuis le siège d’Orléans, en février 1563, jamais elle ne s'est aussi bien comportée. En outre, la victoire vaut à Henri, duc d'Anjou (futur Henri III, roi de France) d’être salué, en France et dans toutes les cours européennes, comme un héros et un génie militaire.
Cette même année, la bataille de Moncontour (3 octobre) est plus décisive.

## Monument commémoratif

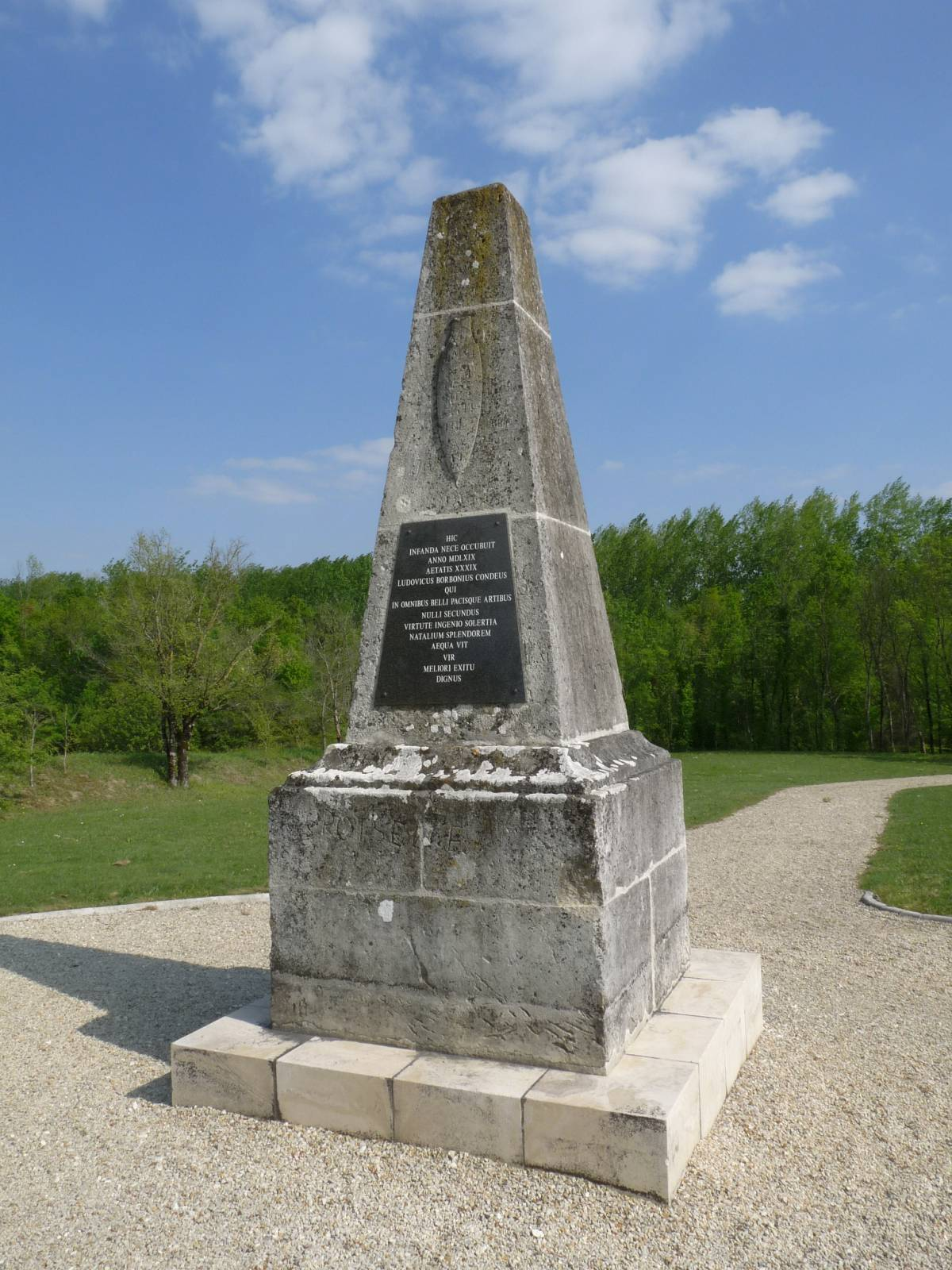
La pyramide de Condé.

En 1770, le comte de Jarnac visitant le champ de bataille où avait péri Condé, lui fait élever une colonne monumentale, supportant une plaque de marbre sur laquelle on inscrit ce vers de Voltaire tiré de La Henriade :
Ce monument est mutilé par les révolutionnaires de 1793. Plus tard le monument est relevé.
Il est restauré à nouveau et mis en valeur comme lieu de mémoire au début des années 1900, avec une inscription en latin.

### Sources primaires
- Agrippa d’Aubigné, Histoire universelle, tome troisième 1568-1572, Paris, Librairie Renoir, 1889 (cf. chapitre VIII, p. 48).